# Voltaire
Voltaire [vɔlˈtɛːʀ] eredeti nevén François-Marie Arouet [fʀɑ̃ˈswa maˈʀi aˈʀwɛ] (Párizs, 1694. november 21. – Párizs, 1778. május 30.) a francia felvilágosodás egyik legnagyobb alakja; író, költő és filozófus. Éles eszéről, filozófiai témájú írásairól és a polgári szabadságjogok védelméről vált világszerte ismertté. A cenzúra megszegőinek szigorú büntetésével dacolva a társadalmi reformok nyílt támogatója volt Franciaországban. Szatirikus szerzőként műveiben gyakran kritizálta korának dogmatikus katolikus egyházát és más intézményeit, ezért többször meg is büntették.

## Életrajza

### Fiatalkora
Voltaire Párizsban született François-Marie Arouet néven. Apja François Arouet (1647–1722), Châtelet jegyzője volt, középosztálybeli családból származott, Voltaire ennek ellenére később néha nemesi származásúnak írta le magát. Hétéves volt, amikor anyja, Marie-Marguerite Daumart (1661–1701) meghalt. Tízévesen a jezsuiták párizsi kollégiumába került, és ott tanult egészen 1711-ig. Noha gúnyolta az ott kapott oktatást, tekintélyes tudását ez alapozta meg, és olthatatlan rajongása a színházművészet iránt is valószínűleg ekkor gyúlt lángra.
Érettségi után, 17 évesen hazatért és úgy tervezte, hogy az írói pályát választja, apja azonban ellenezte ezt. Jogot tanult, és egy párizsi ügyvédi irodában dolgozott, de közben röpiratok írásába kezdett. Ennek folyományaként 1714-ben apja egy évre vidékre küldte, ahol továbbra is jogot kellett volna tanulnia, de ő inkább irodalmi szerzeményekkel és történelmi legendákkal kezdett foglalkozni. Ennek egyik érzékletes példája volt, mikor visszaemlékezése szerint magán próbálta ki, hogy az akkor méregnek tartott bikavér valóban az e. Hogy ezt kiderítse a saját bikájából csapolt vért kóstolta meg, miután pedig ezt sikeresen „túlélte” bebizonyosodott, hogy ez (is) koholmány (legalábbis az állati eredetű „mérgező vér” legendája, mert amire az ókorban bikavérként hivatkoztak, az valamilyen növényi eredetű toxin lehetett).

### Kezdeti sikerek
XIV. Lajos halála után visszatért Párizsba. Ismét bekerült a felső körökbe, majd ismerősei előtt bemutatta Oidipusz című első színdarabját. A maine-i főhercegnő kérésére a gyűlölt orléans-i régensről, II. Fülöpről írt egy szatírát, majd egy provokátor csábításának engedve beismerte tettét, ezért 1717. május 16-án a Bastille-ba zárták. Itt újraírta az Oidipuszt, belefogott a Henriászba (Henriade), és eldöntötte, hogy megváltoztatja a nevét.
Tizenegy hónappal az után szabadult, hogy kiderült, hamisan vádolták. Az Oidipuszt 1718. november 18-án bemutatták a „Comédie-Française”-ben: a nézők jól fogadták és a királyi udvarban is elismerést nyert. A darab, amelyet negyvenöt estén mutattak be, sikert és vagyont hozott Voltaire számára, amelynek segítségével sikeres pénzügyi spekulációk sorozatába fogott.
1718. áprilisi szabadulása után már csak Arouet de Voltaire, vagy egyszerűen Voltaire néven ismerték. A név eredetéről viták keringenek, egyesek szerint egy gyerekkori becenév, a „le petit volontaire” (a kis akarnok) rövidítése. A legelfogadottabb elmélet szerint azonban a név egy anagramma, mégpedig az „Arouet le jeune”-ből származik, ami egyszerűbben írva „Arouet l.j.”, ahol az általános szabály szerint az 'u'-t 'v', a 'j'-t pedig 'i' váltja fel: Arovetli = Voltaire
Voltaire folytatta a színdarabok írását, 1720 februárjában befejezte az Artemire című félresikerült színdarabot, és Voltaire soha nem is jelentette meg egészben, noha később elővette, és néhány elemét némi sikerrel más munkájában is felhasználta. Szintén ebben az időszakban jelent meg a Marianne című tragédiája, és egy vígjátéka L'Indiscret címmel.

### Menekülés Angliába

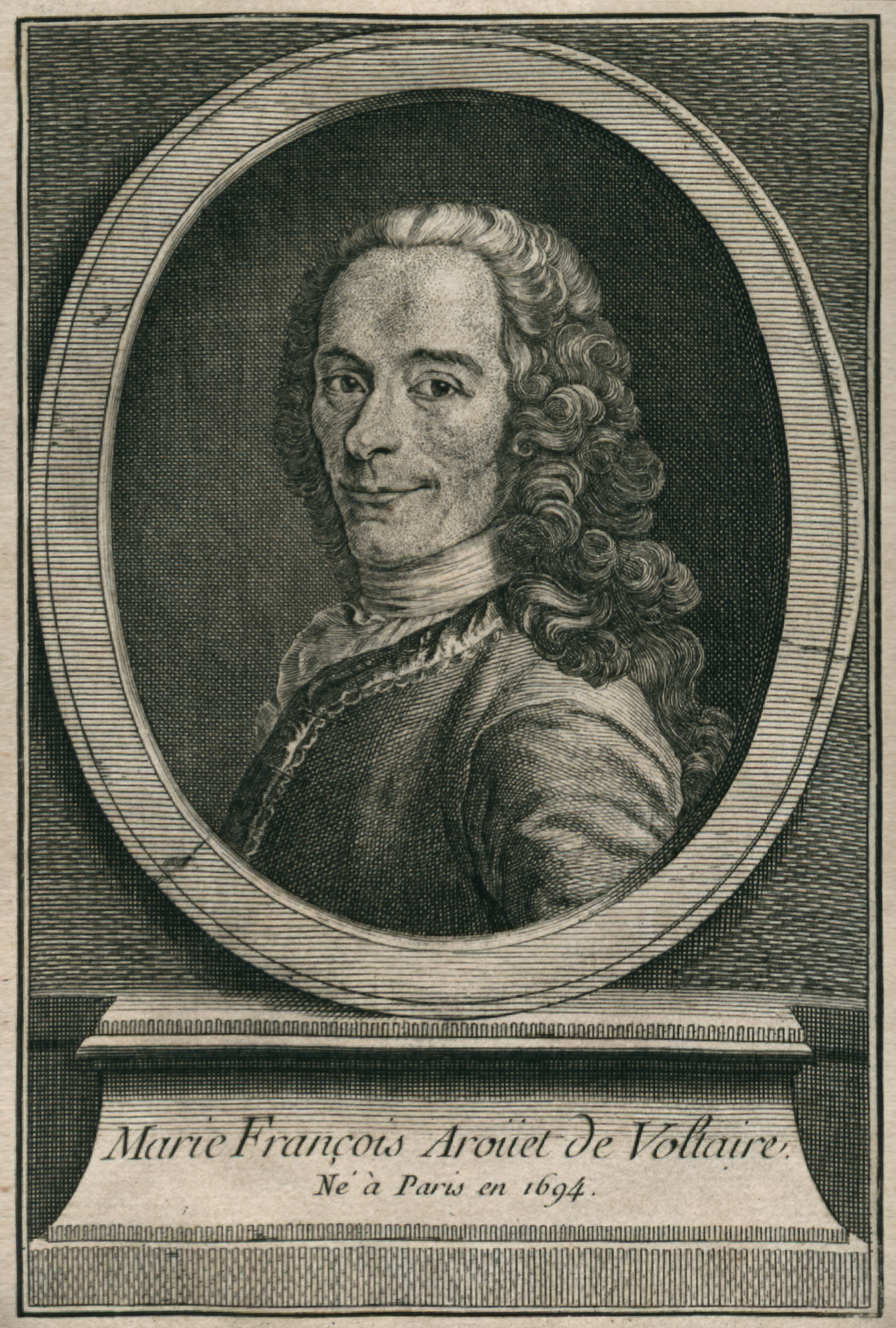
Elémens de la philosophie de Neuton, 1738

1725 végén Voltaire-t megsértette egy Chevalier de Rohan nevű fiatal nemes, akinek ő jól ismert éles nyelvével válaszolt. Válaszul Rohan néhány emberével megbotoztatta. Voltaire párbajra hívta, de Rohan családjának módjában állt máshogy megoldani a problémát: a párbaj reggelén Voltaire-t letartóztatták, és újra a Bastille-ba került. A bebörtönzés helyett azonban ezúttal a száműzetést választotta, így Angliába ment. Az összetűzés kitörölhetetlen nyomokat hagyott benne, és attól a naptól kezdve a bírósági reform hű elkötelezettjévé vált.
Angliában találkozott kortársaival: Jonathan Swifttel és Alexander Pope-pal. Lenyűgözte John Locke filozófiája és Isaac Newton fizikája. Tanulmányozta az angol alkotmányos monarchiát, a vallási türelmet és a szólásszabadságot, amely vívmányokat a társadalmi és politikai változások szükséges előfeltételének tartott. Angliát a fejletlen Franciaország számára hasznos modellként ismerte meg.
Bő három évig élt ott, megismerkedett Newton munkásságával és a helyi szellemi élet nagyjaival. Többek közt egy Charles Marie de La Condamine nevű matematikussal is találkozott 1728-ban egy vacsorán. La Condamine-nek szimpatikus volt a francia száműzött és megosztotta vele az ötletét. A matematikus felvázolta, hogy a francia lottó gyengeségeit kihasználva rengeteg pénzt lehetne nyerni, teljesen legális módon. Voltaire-t éppen nem vetette fel a pénz és nem volt gátlásos személyiség, így rögtön belement abba, hogy segít La Condamine-nek a lottó kifosztásában.
Franciaországban a lottó akkor viszonylag új intézmény volt. Az ország a század elején eladósodott, ezért államkötvényeket bocsátott ki, de a kamatok alacsonyak voltak, emiatt kevesen vásároltak a kötvényből. Hogy a tehetős polgárok kedvét meghozza, az állam lottót szervezett a kötvények köré. Lottószelvényt csak olyanok vehettek, akiknek volt kötvényük. Egy szelvény ára a birtokolt kötvény értékének egy ezrede volt, és havonta történt sorsolás. Aki nyert a lottón, megkapta a kötvény teljes értékét készpénzben, vagyis egy nyertes szelvény ezerszeres pénzt hozott. De ezen felül főnyereményt is sorsoltak, a már említett 500 ezer livre-t.
La Condamine jól kalkulált, a szelvényekkel többször is sikerült nyerni. Majdnem két évig, 1730 júniusáig fejték az államot, amikor lebuktak, de addigra már minden érintett dúsgazdag volt

### Visszatérése Párizsba
Voltaire három év száműzetés után, 1729-ben visszatért Franciaországba, és folytatta irodalmi pályafutását. Ekkor jelentette meg a francia hőseposzt, a vallásháborúknak véget vető IV. Henrik cselekedeteit megéneklő Henriászt, a Brutus című színdarabot és két tragédiát Zaire és Eriphile címmel. 1731-ben készült történelmi munkája, a XII. Károly története, melyben elítéli a háborút.
Ekkor kezdett bele egy másik stiklijébe, az állami lottó megcsapolásába is, amihez az általa még Angliában megismert Charles Marie de La Condamine nevű matematikus segédkezett. A lottó akkoriban új dolog volt, és az eladósodott francia állam ezzel akarta megnövelni az állami bevételeket azáltal, hogy az államkötvények amolyan lottószelvényként is funkcionáltak: aki kötvényt vett, vehetett lottószelvényt, aminek ára a kötvény ezredrésze volt, a nyertes pedig a kötvényei teljes értékét megkapta, ezen kívül pedig volt egy 500 000 livre-s főnyeremény is. Condamine felvázolta, hogy a lottó gyenge szabályai miatt teljesen legálisan lehetne így nagy vagyonhoz jutni, miután minden egyes lottószelvény ugyanolyan eséllyel indult a félmilliós nyereményért, függetlenül attól, hogy mennyibe került, így csak sokat kellett belőlük beszerezni. Voltaire nem tiltakozott, ő is több embert szervezett be, köztük az egyik szelvényekért felelős jegyzőt, hogy a játék feltételeinek megfelelően minél több kötvényekhez és szelvényekhez jussanak, aztán learassák a nyereményt. A terv be is vált, Voltaire és csapata szépen nyerte is a pénzt, viszont egy idő múltán feltűnt, hogy ugyanazokhoz vándorolnak a nyeremények, ezért 1730-ban végül lebuktak, de addigra mindenki jócskán meggazdagodott. A társaság bíróság elé is került, de mivel a hatályos szabályokat nem szegték meg, a büntetés is elmaradt, és a nyereményt is megtarthatták, Voltaire így vagyonos emberré vált, a lottót viszont rögtön beszüntették.
1733-ban jelentette meg Filozófiai levelek című művét, amelyben vallási és politikai szabadságért kiáltott. Ezt hazájában úgy értelmezték, mint a francia politikai rendszer kritikáját, és támadást az egyház ellen. A könyvet elítélték, példányait lefoglalták és elégették, a szerző ellen pedig végzést hoztak, és nyomozni kezdtek utána. Voltaire azonban ekkor már biztonságban volt, a független Lotaringia hercegségben tartózkodott, Émilie du Châtelet márkiné társaságában. Intim viszony formálódott közöttük, és Voltaire a Franciaország és Lotaringia határán fekvő Cirey várába költözött.

### Cirey

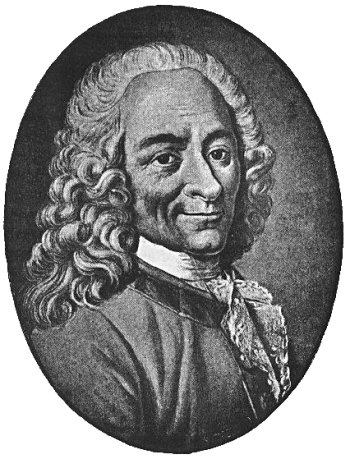
Voltaire

Cirey biztonságos és kényelmes menedéket nyújtott számára az irodalmi foglalatosság összes lehetőségével. Első irodalmi munkái, amelyek itt születtek, a Discours en vers sur l'Homme, Aizire színjátéka és a L'Enfant prodigue volt (1736).
Noha nem volt rá engedélye, hogy visszatérjen Párizsba, ez 1735 márciusától többször is megtörtént. 1736-tól levelezésbe fogott a porosz trónörökössel, a majdani II. Frigyessel, akinek megbízásából később Berlinbe is ellátogatott. Le Mondain című verse miatt azonban ekkor ismét bajba került, és egy rövid időre Brüsszelbe utazott. Három hónapot töltött az országban, majd 1737 márciusában visszatért Cirey-be, és fizikai kísérletekkel, valamint a környék fő iparának számító vasérckutatással elfoglalva magát, folytatta az írást. Ekkor készült a Newton filozófiájának alapelemei, amit Madame du Châtelet-vel közösen írt (1738).
1739-től éveken át Cirey, Párizs és Brüsszel között ingázott, ahol Du Châtelet számára jogi ügyeket intézett. 1740 szeptemberében személyesen is találkozott az akkor már porosz király Nagy Frigyessel, három hónappal később hosszabb látogatást is tett nála. 1741-ben készült el két színdarabja, a Mérope és a Mahomet, amelyeket Párizsban több hónapos késéssel, 1742 augusztusában és 1743-ban mutattak be, utóbbit sikere ellenére később be is tiltották.
Ez alatt az idő alatt készült az Tanulmány az erkölcsökről és a XIV. Lajos százada című történelmi munkái nagy része. Egykori iskolatársának, D’Argenson grófnak is köszönhetően ekkor ismét rengeteg munkája akadt a királyi udvar számára. Richelieu herceg és Madame de Pompadour is kegyeibe fogadta, aminek eredményeképpen udvari történésszé és kamarássá nevezték ki, ezáltal bizalmas társadalmi és gazdasági feladatokat látott el (1745). Ugyanebben az évben elkészült a Fontenoy csatát dicsőítő éneke, kitüntetést kapott XIV. Benedek pápától. Sikerei odáig vezettek, hogy 1746 tavaszán ő lett az első író Franciaországban, akit a Francia Akadémia tagjává választottak.
Udvari sikereinek láttán ellenfelei értelemszerűen haragra gerjedtek, valódi barátai nem lettek, és a kamarai tagság sem nyújtott kézzelfogható előnyöket. Nem is tartott sokáig, főleg, mert a rang és a kiváltságok megtartása mellett egy komoly összegért el lehetett adni. 1747-ben és 1748-ban még a király közelében tartózkodott, és megírta a La Prude című vígjátékot, valamint a Tragedie de Rome sauvée című tragédiát. 1749-ben váratlanul, szülés közben meghalt szerelme, Emilie du Châtelet.
Madame du Châtelet halála fordulópontot jelentett Voltaire életében. Nyugtalanná vált, nem érezte magát biztonságban, és amíg tovább írta a szatírákat (mint például a Zadig), azon gondolkodott, hogy menekülése után tizenöt évvel ismét letelepedik Párizsban.

### Nagy Frigyes udvarában
Voltaire 1751-ben elfogadta II. Frigyes porosz király meghívását, és Berlinbe költözött. A király eleinte úgy viselkedett vele mint vendéggel. Marasztalta, húszezer frankot adott neki egy évre, valamint további négyezret az unokahúgának, Madame Jenisnek, amennyiben odaköltözik és vezeti a háztartást a nagybátyjának. Voltaire ragaszkodott saját királya beleegyezéséhez, amit késedelem nélkül megkapott, de a franciák hazaárulóként tekintettek rá, és nem tartott sokáig, hogy keserűen megbánja hűtlenségét, noha poroszországi tartózkodása majdnem három évig tartott. Elképzelhetetlen volt, hogy Voltaire és Frigyes sokáig együtt maradjon. Voltaire nem volt elég szerény és alázatos mint Frigyes többi kiemelkedő költője, nem volt elég illedelmes úriember ahhoz, hogy méltósággal és megfontoltan üljön a helyén, ellenben folyamatosan féltékeny volt olyan neves kortársaira, mint Pierre Louis Moreau de Maupertuis, valamint a fiatalabbakra és tapasztalatlanabbakra is, mint Baculard D'Arnaud. Nyugtalan volt és bohém, de ezalatt sikerült befejeznie a XIV. Lajos századát, és kidolgoznia a Filozófiai ábécé alapjait.
A Maupertuis ellen készült, az Histoire du docteur Akakia et du natif de Saint-Malo című gúnyirat megjelenése (1752) körül támadt botrány miatt Voltaire-t előbb Frankfurtban őrizetbe vették, ahonnan 1753 márciusában Potsdamba menekült, majd Lipcsében tartózkodott egy ideig. Innen egy hónap múlva Gotha városába utazott, és május végén egy rövid időre visszatért Frankfurtba. Mivel porosz területen nem maradhatott, Franciaországba pedig nem térhetett vissza, továbbra kellett menekülnie, és életének újabb szakasza kezdődött.

### Száműzetésben

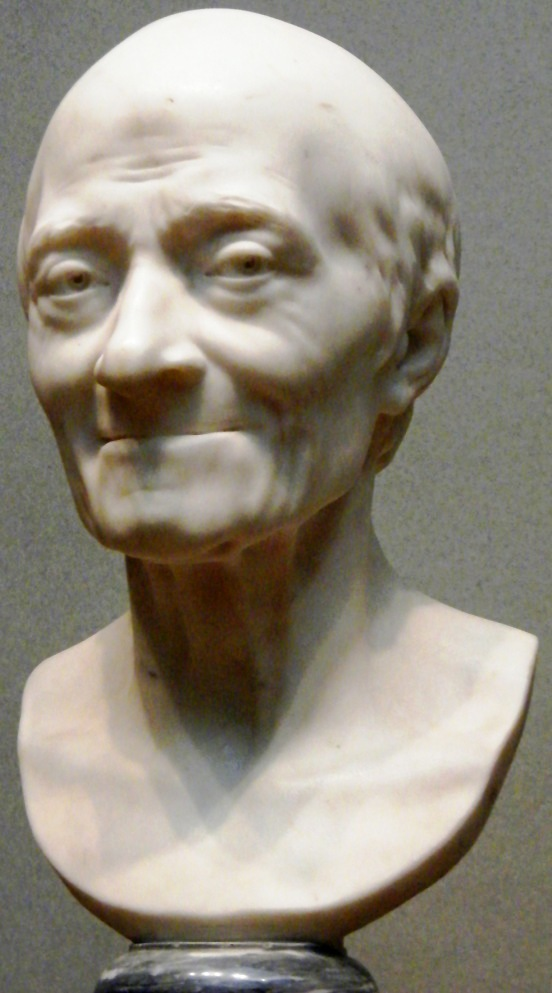
Jean-Antoine Houdon portréja Voltaire-ről (1778) a National Gallery of Art gyűjteményében

Frankfurtból előbb Mainzba, Mannheimbe, Strasbourgba, majd Colmarba vitte útja. Ott azonban nem volt biztonságban, különösen miután 1754 januárjában egy korábban írt műve, a Tanulmány az erkölcsökről kalózkiadása megjelent. Annak reménye pedig, hogy Franciaországban letelepedésre kapjon engedélyt, végképp szertefoszlott. Szülőhazájából való kirekesztése ugyanakkor főként metaforikus volt, mivel ez valójában csak Párizsból és környékéről való kizárását jelentette. A nyáron Plombières-be utazott, majd a tél kezdetén Lyonba tett látogatást, végül december közepén Genfbe érkezett.
Nem tervezte, hogy a városban marad, de vásárolt egy házat a kapukon kívül, amely pont négy közigazgatási terület határán volt: Genf, Vaud kanton, Szárd Királyság és Franciaország, míg más kantonok is viszonylag közel voltak. Házakat vásárolt ezeken a területeken is, hogy mindig legyen hova menekülnie a hirtelen viharok elől. Genfi házát a látogatók számára mindig nyitva tartotta, a közelben nyomdák is voltak, ezenkívül létrehozott egy magánszínházat, ahol mindig hódolhatott legnagyobb szenvedélyének: saját maga rendezhetett és játszhatott. Genfi tartózkodásával visszatért a levelezéshez (eleinte igen barátságos modorban) többek között Jean-Jacques Rousseau-val. 1755-ben Párizsban sikerrel mutatták be A kínai árva című darabját, a közismert La Pucelle szintén ebben az évben jelent meg. A mindenkit megdöbbentő lisszaboni földrengés okán elérkezettnek látta az időt a gondviselésben való hit kigúnyolására, ami előbb egy költeményben (1756), majd később fő művében, a Candide-ban is megjelent (1759).
Munkája vegyes fogadtatásra talált. Genfben törvény volt érvényben, amely alapján mindenféle színházi tevékenységet betiltottak. Már amikor magánelőadásokat tartott, Voltaire megszegte ezt a törvényt, de ezen túlmenően rendes színházat is szeretett volna építeni, ha Genfben nem is, de legalább Lausanne-ban. 1755 júliusában végül egy udvarias határozat született, amelyben felhívták figyelmét, hogy tartózkodjon darabjainak házi előadásától. Voltaire csalódott volt, de sosem volt az az ember, aki kudarcait csendben, válasz nélkül eltűrte volna. Megtorlásul felbujtotta Jean le Rond d’Alembert-t, hogy a készülő Encyclopédie-ban a „Genf” szócikk többek között a tilalomra való utalást is tartalmazza. Ennek nyomán született Lettre à D'Alembert sur les spectacles című ismert írása. Voltaire olyan helyet keresett, ahol vegyíthette Franciaország társadalmi szabadságát Genf politikai szabadságával, és végül megtalálta.

### Ferney

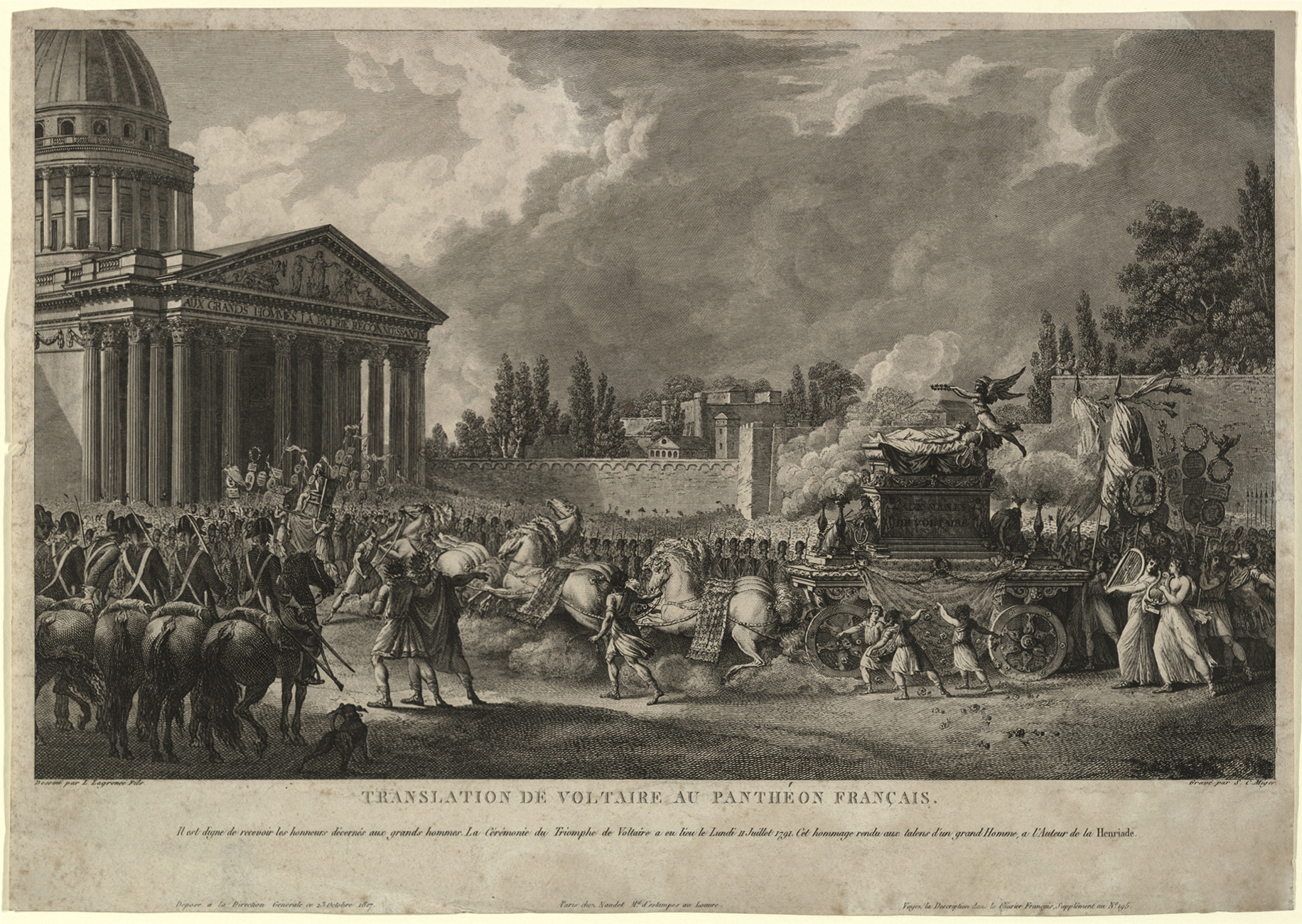
Voltaire csontjait 1791 július 11-én óriási ünnepség keretében szállították végső nyughelyére, a legdicsőbb franciák temetkezési csarnokába a párizsi Panthéonba

1758 végén talált rá Ferney-re, a Genftől négy mérföldre található birtokra, amelynek egy része akkoriban Franciaországban, egy része Svájcban, egy része pedig Németországban terült el, így bármelyik hatóság zaklatta, átsétálhatott birtoka másik országhoz tartozó részébe. Ferney-ben vidéki úriember vált belőle, modern módon gazdálkodott, úgy ismerték Európában, mint „a ferney-i földesúr”. Ünnepségeket, színielőadásokat rendezett, főúri módon fogadta az ide sereglő arisztokraták, uralkodók, írók, művészek, filozófusok és más hírességek hódolatát. Irodalmi tevékenysége burjánzott, legtöbb idejét munkájának és szerteágazó levelezésének szentelte, aminek során újraéledt kapcsolata Frigyessel is.
Miután ezáltal viszonylag biztonságos helyzetbe került, ismét több időt szentelt a közügyeknek és kevesebbet a tagadás bonyolult trükkjeinek. Az Encyclopédie elleni támadások, amelynek maga is tekintélyes szerkesztője volt, és amelynek szerzői személyes barátai voltak, a l'infâme-re irányuló gúnyiratok zuhatagát váltották ki belőle. Ezek egy része Pompignan márkira és Palissotra, másik része Élie Catherine Fréronra irányult, aki veszélyes író és kiváló kritikus volt, ilyen minőségében rengetegszer kikezdte Voltaire-t a konzervatív oldalról.
Az egyházat továbbra is támadta, a vallásban az erkölcstelenséget és a butítás eszközét látta. Küzdött az igazságtalanság ellen, erre az időre esik harca az igazságtalanul elítélt Calas (1762), Sirven (1764) és La Barre lovag (1766) rehabilitálásáért. A felvilágosult államra irányuló vágyára példát is mutatott saját gazdaságában: könnyített jobbágyai sorsán, taníttatta őket, védte az érdekeiket.
83 évesen hősként ünnepelve tért vissza Párizsba, hogy megnézze utolsó színdarabja, az Irene bemutatását. Az utazás, az ünnepségek és a fogadások okozta izgalmak azonban túlzottan megterhelték szervezetét, ágyba fektették és még aznap, 1778. május 30-án meghalt. Az egyházat ért kritikái miatt nem temethették egyházi földbe, ezért titokban egy kolostorban temették el, Champagne-ban. Csontjait 1791-ben ünnepségek keretében szállították át végső nyughelyére, a párizsi Panthéonba.

## Örökség

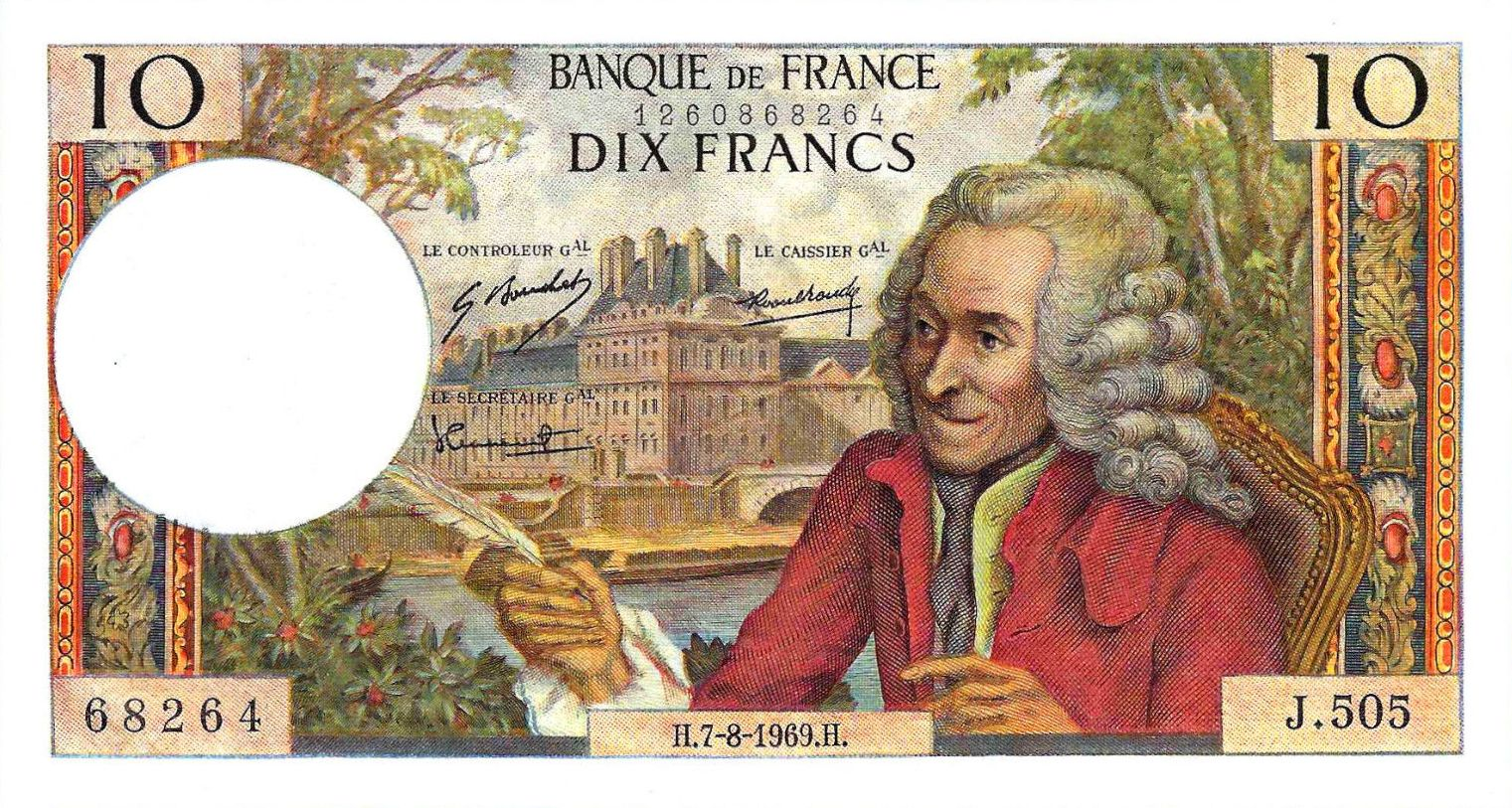
Francia 10 frankos bankjegy Voltaire portréjával. A típust 1964 és 1973 között bocsátották ki, forgalomban 1986-ig volt. Mérete: 80 x 150 mm

Voltaire a francia burzsoáziát kicsinek és erőtlennek, az arisztokráciát élősködőnek és korruptnak, a közembereket érdektelennek és babonásnak, az egyházat a tized bevezetése óta a királysággal szemben csak egyensúlyozásra képes merev erőnek látta.
Bizalmatlan volt a demokráciával szemben, az szerinte csak a tömegek tudatlanságát terjeszti, s csak a filozófusok által szorgalmazott felvilágosult monarchia hozhatja el a változásokat, amelyek a király észszerű hatalmának fejlődését és Franciaország gazdagságát biztosíthatják a világban. Voltaire a változások kulcselemeként is alapvetően hitt a királyság intézményében.
Napjainkban legismertebb műve a Candide vagy az optimizmus című regénye (1759), amely Leibniz filozófiáját gúnyolja. A Candide cenzúra tárgya lett, ezért Voltaire nem hirdette nyíltan, hogy ez az ő műve.
Ugyancsak közismert híres aforizmáiról, mint például „Si Dieu n'existait pas, il faudrait l'inventer” („Ha Isten nem létezne, ki kellene találni”), ami egy 1768-as episztolában található, a sokat vitatott A három csaló című, ismeretlen szerzőként készített munkájában.
Rousseau mint költő egyszer elküldte „Óda az utókornak” című munkáját Voltaire-nek, aki elolvasta és azt mondta: „Nem hiszem, hogy ez a vers eléri a célját.”
Voltaire-t ma Franciaországban úgy tisztelik és úgy emlékeznek rá mint bátor gondolkodóra, aki egész életében fáradhatatlanul harcolt a polgári szabadságjogokért, a tisztességes eljárás jogáért és a vallásszabadságért, és aki leleplezte az ancien régime igazságtalanságait.
Portréja szerepelt az 1964 és 1973 között kibocsátott francia tízfrankos bankjegyen.
Ferney városát, ahol élete utolsó 20 évét töltötte, ma Ferney-Voltaire-nek hívják, egykori kastélyában múzeum működik. Könyvtára épen és sértetlenül megtekinthető az Orosz Nemzeti Könyvtárban, Szentpéterváron.

## Munkái
Voltaire rendkívül termékeny író volt, szinte minden irodalmi műfajban alkotott, számos színjáték, epigramma, eposz, vers, esszé, kritika, elbeszélés, regény, krónika, életrajz, történelmi, politikai, filozófiai és tudományos értekezés, kommentár, pamflet, napló, valamint több mint húszezer levél alkotja munkásságát.

### Legismertebb művei
- Oidipusz (1718)
- Zaire (1732)
- Filozófiai levelek (1733)
- Le Mondain (1736)
- Sept Discours en Vers sur l'Homme (1738)
- Zadig (1747)
- Micromegas (1752)
- Candide (1759)
- Filozófiai ábécé (1764)
- Vadember (1767) – e kisregény a „nemes vadember” ideán alapuló téma egy korai darabja
- Épître à l'Auteur du Livre des Trois Imposteurs (1770)

### Színdarabok

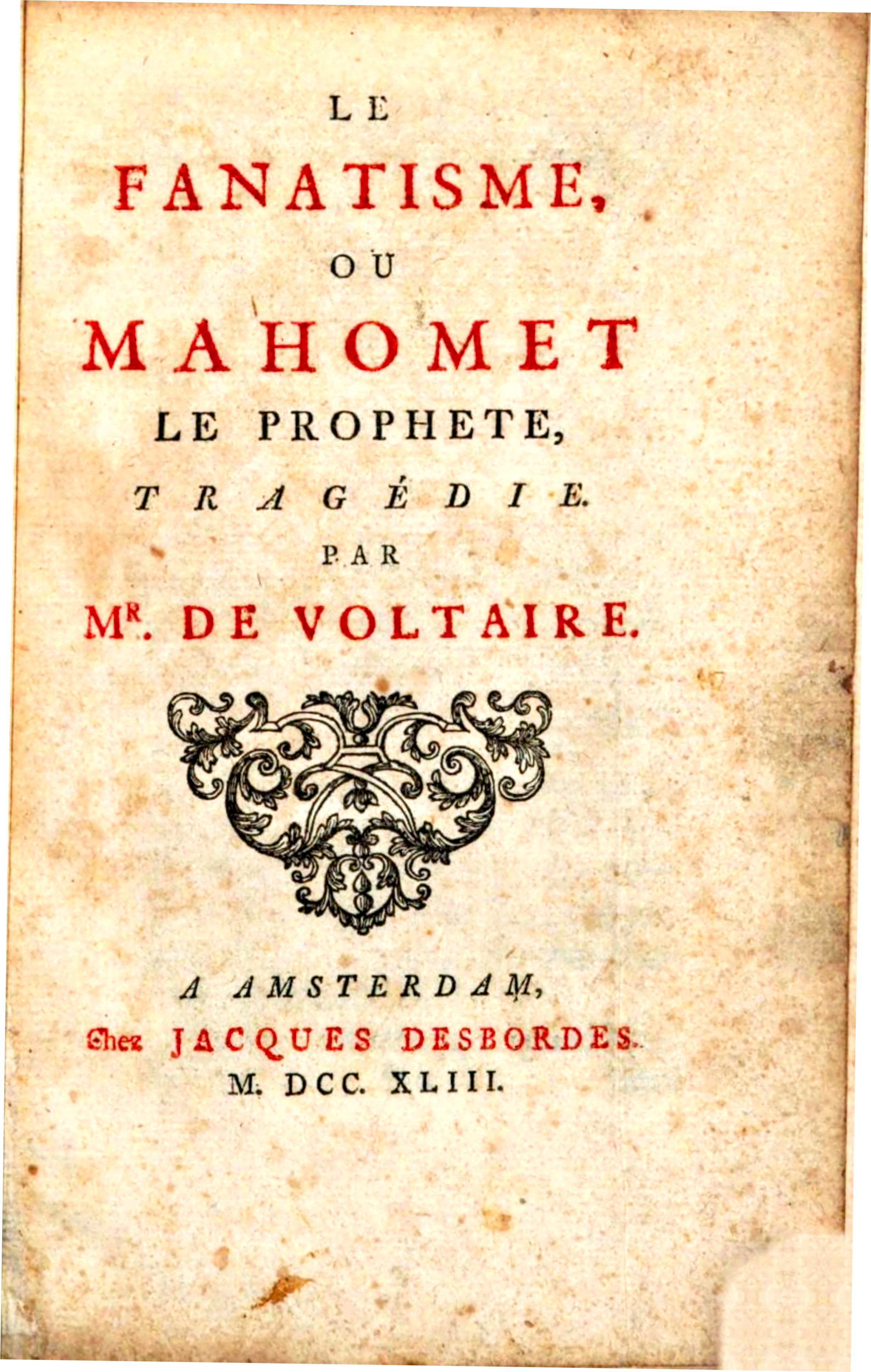
Mahomet (1753-as kiadás)

Voltaire több mint ötven színdarabot írt (beleszámítva a befejezetleneket is). Ironikus módon, noha tehetsége inkább a komikus témákban volt kiemelkedő, mindössze egy jó vígjátékot írt, a Nanine-t, de több jó tragédiát is, például Zaire, Mérope, amelyek a francia klasszikusok tíz vagy tizenkét legjobb színdarabja között találhatók.
- Ecossaise
- Eriphile (1732)
- Mahomet (1741)
- Mérope
- Nanine
- Zaire (1732)

### Költészet
Voltaire a korai időktől tehetséget mutatott a költészethez, első megjelent munkái lírai műfajúak voltak.
A rengeteg rövidebb mű mellett két hosszú költeményt írt:
- A Henriász, Vergilius stílusában készült, IV. Henrikről szóló eposz kötelező olvasmánnyá is vált Franciaországban.
- A Pucelle egy gúnyirat vallásról és történelemről.

### Próza és regény
Ezek a művek, amelyek Voltaire zsenialitásának legjobb gyümölcsei, először az egyházat és a politikát támadó röpiratként jöttek létre. A munkákban leginkább Voltaire túlzások nélküli egyéni iróniája jelenik meg.

### Történelmi munkák
Számos jelentős történelmi tablót írt:
- XII. Károly, svéd király története
- XIV. Lajos kora
- XV. Lajos kora
- Birodalmi krónika: Charlemagne, 742 – VII. Henrik 1313
- Birodalmi krónika: Bavariai Lajos 1315 – II. Ferdinánd 1631
- Az orosz birodalom történelme Nagy Péter uralkodása alatt

### Filozófia
Voltaire korának egyik kiemelkedő költője és filozófusa volt, noha a sikereivel járó rosszindulat gyakran megkérdőjelezte, hogy valóban elismerik-e és hogy látja majd az utókor. Legnagyobb filozófiai munkássága a furcsa szóösszetételű Filozófiai ábécé (Dictionnaire philosophique), amely a Nagy Enciklopédiába írt cikkeit és más, kisebb elemeket is tartalmazott. A mű erőteljesen megjeleníti Voltaire vallás és az egyház ellen táplált gyűlöletét, a cikkek általánosságban véve a 18. század filozófiájának gerincét jelentő komoly társadalomkritikát fogalmazták meg.

### Általános kritikai munkássága
Voltaire számára általános kritikái és vegyes írásai nem voltak alávalóbbak más műveinél. Majdnem minden érdemi munkájához, legyen az vers vagy próza, készült valamilyen előzmény vagy bevezető, számtalan vegyes műfajú pamflet és cikk mutatta kiváló újságírói képességeit. Nyelvének és irodalmának történelmében ugyanakkor eléggé járatlan volt, így ezen a területen felettébb hétköznapi hozzáállást tanúsított, ezzel társult a 18. századi Franciaország teológiai, etikai és politikai ügyeivel szembenálló lázadó magatartása.

### Levelezése
Hatalmas mennyiségű levelezése maradt hátra, amely mindig új felfedezésekkel társul, és bizonyosan sohasem lehet teljességében és pontosan kiadni, bár néhány eleme régóta ismert. Voltaire személyisége természetesen ebben az írásáradatban jelenik meg a legjobban. Hatalmas energiái és sokoldalúsága, ravasz és türelmetlen hízelgése, könyörtelen gúnyolódása, gátlástalan üzleti érzéke, lelkiismeretlen eltökéltsége, hogy bármilyen módon is, de elmeneküljön ellenségei elől, mindez kiderül az általa írt levelek garmadából.

## Magyarul

### 1849-ig
- Geklen Adelaida. Szomorú játék; ford. Zechenter Antal; Kalliwoda Ny., Bécs, 1772
- A hitető Mahomet avagy A fanaticismus. Szomorújáték; ford. Zechenter Antal, bev. Bessenyei György; Landerer, Pozsony, 1778
- Voltér: A hármas vitézek, vagy Trium-virátus; ford., átdolg. Bessenyei György; s.n., Bécs, 1779
- Zayr. Trágédia, melly frantzia versekből ugyan annyi számú 's lábú versekbe foglaltatott Pétzeli Jósef által; Streibig Ny., Győr, 1784
- Henriás, az az negyedik Henrik francz királynak életének némelly része; ford. Péczeli József; Strejbig Jósef, Győr, 1786
- Voltér: Henriás; ford. id. Szilágy Sámuel; Landerer, Pozsony, 1789
- Voltár urunk Henriása. Magyar versekben frantzia nyelvből fordíttatott idős'b Szilágyi Sámuel által; Landerer, Pozsony, 1789
- Szomorú játékok, mellyek frantziából fordíttattak Pétzeli Jósef által / Mérop / Tancred; Wéber Ny., Komárom, 1789
- Álzir, vagy Az ámérikánusok. Szomorú játék; ford. Péczeli József; Wéber Ny., Komárom, 1790
- Az igazság ki-szolgáltatásának és a' felebaráti szeretetnek jutalma. Írta a' Hannriásnak szerzője. Frantziábul ford. egy M.; s.n., s.l., 1791
- Kándid vagy A' leg-jobbik világ. Regény; s.n., Bécs, 1793
- Cserei, egy honvári herceg; meg-magyarosította Dugonics András; Grünn, Szeged, 1808
  - (Zadig címen is)
- Heródes és Marianne. Szomorú játék; ford. Varga Elek; Trattner, Pest, 1821
- Tancred. Szomorújáték; ford. Árvay Gergely; Magyar Tudós Társaság, Buda, 1834 (Külföldi játékszín)
- Alzir, vagy Az amérikaiak. Szomorújáték; ford. Jakab István; Magyar Királyi Egyetem, Buda, 1834 (Külföldi játékszín)

### 1850–1919
- Zaire. Dráma; ford. Horváth Döme; Szilády Ny., Kecskemét, 1853 (Újabb színműtár)
- Julius-Caesar halála. Tragoedia; ford. Maczánek Amália; fordítói, Buda, 1865
- Zadig vagy A végzet. Keleti történet; ford. Rakovszky István; Légrády Ny., Pest, 1871
- Zadig vagy A végzet. Keleti történet; ford. Edelmann Menyhért; Laszky Ny., Nagyvárad, 1899 (Voltaire műveiből)
- XII. Károly története; ford. Pruzsinszky Pál; Franklin, Bp., 1903 (Olcsó könyvtár)
- Boulainvilliers gróf ebédje; Európa Ny., Bp., 1907 (Ébresztő)
- Candide vagy Az optimizmus; ford. Langer Ignác; Franklin, Bp., 1907 (Olcsó könyvtár)
- Kandidusz vagy Minden jól van ezen a világon; ford., bev. Győri Péter; Népszava, Bp., 1907
- Három mese / Jeannot és Colin / Babouc vagy Ez már így van a világon / A fehér és a fekete; ford. Pongrácz Árpád; Táltos, Bp., 1919

### 1920–1944
- Aki nevetve harcolt a sírig; ford. Takács Mária; Fővárosi, Bp., 192?
- Ez a világ sorja / A fehér bika / Scarmetado utazásainak története. Három elbeszélés; ford. Bartha László; Népszava, Bp., 1920 (Világosság-könyvtár)
- Zadig vagy A végzet. Napkeleti történet; ford. Bartha László; Népszava, Bp., 1920 (Világosság könyvtár)
- Zadig és a babilóni királyleány; ford. Pongrácz Árpád; Világirodalom, Bp., 1920
- Candide vagy Az optimista világnézet; ford. Kemény Gábor; Tevan, Békéscsaba, 1924
- A vadember. Igaz történet Quesnel pater kézirata nyomán; ford. Gyergyai Albert; Amicus, Bp., 1924 (Régiségek – ritkaságok)
- Francois Marie Arouet de Voltaire levelei; vál., ford., bev. Takács Mária; Fővárosi, Bp., 1925 (Documenta humana)
- Szemelvények Voltaire műveiből; ford. Somlyó Zoltán; Rózsavölgyi, Bp., 1932
- Candide avagy Az optimizmus; ford., bev., jegyz. Benedek György; Officina, Bp., 1942 (Officina könyvtár)
- A hercegnő; Globus Ny., Bp., 1944 (Szórakoztató regények)
- Filozófiai ábécé; bev. David Friedrich Strauss; Phönix, Bp., 1944 (Klasszikus írások)
- A királynő szerelmese; Soóky, Bp., 1944

### 1945–1989
- Voltaire regényei. Zadig vagy a Végzet / A babiloni hercegkisasszony / A Vadember / Ez a világ rendje / Scarmentado utazásai / A fehér bika / Micromégas / Candide vagy az optimizmus; ford. Gyergyai Albert, Kende István; Anonymus, Bp., 1945 (Voltaire művei)
- Voltaire válogatott írásai; ford. Gyergyai Albert, Szávai Nándor, szerk. Gyergyai Albert, bev. Győry János; Művelt Nép, Bp., 1951
- Kisregények; ford. Benedek Marcell, Gyergyai Albert, szerk., bev., jegyz. Benedek Marcell; Állami Irodalmi és Művészeti Kiadó, Bukarest, 1955 (A világirodalom klasszikusai)
- Jeannot et Colin; ford., jegyz. Benedek Marcell; Terra, Bp., 1959 (Kétnyelvű kis könyvtár)
- Zadig avagy A végzet. Keleti történet; ford., jegyz. Benedek Marcell, utószó Dobossy László: Voltaire a végzet ellen; Magyar Helikon, Bp., 1961 (Új Elzevir könyvtár)
- Voltaire levelei; vál., bev., jegyz. Gyergyai Albert, ford. Szávai Nándor; Gondolat, Bp., 1963 (Aurora)
- Voltaire összes regényei és elbeszélései; ford. Benedek Marcell et al., utószó Lakits Pál; Magyar Helikon, Bp., 1965 (Helikon klasszikusok)
- XII. Károly svéd király története; ford. Justus Pál; Európa, Bp., 1965 (Századok, emberek)
- Candide vagy Az optimizmus. Kunigunda és az öregasszony története. Részlet Candide vagy az optimizmus című művéből; ford. Gyergyai Albert; Magyar Iparművészeti Főiskola, Bp., 1972
- Cserei, egy honvári herceg. Voltaire Zadigjának magyarítása; megmagyarosította Dugonics András, sajtó alá rend. Belia György, utószó Kerényi Ferenc; Magyar Helikon–Európa, Bp., 1975
  - (Zadig címen is)
- Metafizikai értekezés / A tudatlan filozófus / A történelem filozófiája; ford. Kis János; Levél a porosz trónörökösnek; ford. Szávai Nándor; A mondain / A természeti törvényekről / Vers a lisszaboni földrengésről, avagy annak az elvnek a vizsgálata, hogy minden jól van; ford. Petri György; in: A francia felvilágosodás morálfilozófiája. Válogatás; vál., utószó, jegyz. Ludassy Mária; Gondolat, Bp., 1975 (Etikai gondolkodók)
- Én, az üldözöttek Don Quijotéja. Válogatott levelek; vál., ford., bev., jegyz. Rózsa Ágnes; Kriterion, Bukarest, 1978 (Téka)
- Candide, avagy Az optimizmus. Musical. A tervező példánya; zene Leonard Bernstein, színpadra alkalmazta Hugh Wheeler, vers Richard Wilbur, Stephen Sondheim, John Latouche, ford. Ungvári Tamás, versford. Bródy János, díszlet, jelmez Húros Annamária, rend. Kerényi Imre; Szigligeti Színház–Verseghy Ferenc Megyei Könyvtár, Szolnok, 1979 (A Szolnoki Szigligeti Színház műsora)
- Filozófiai ábécé; ford. Gyergyai Albert, Réz Pál, vál., utószó Réz Pál, jegyz. Ferenczi László; Európa, Bp., 1983

### 1990–
- Voltaire válogatott filozófiai írásai; szöveggond., előszó Ludassy Mária, ford. Kis János, Réz Pál, versford. Tandori Dezső; Akadémiai, Bp., 1991 (Filozófiai írók tára)
- Candide. Teljes, gondozott szöveg; ford. Gyergyai Albert, szerk., sajtó alá rend., jegyz. Ferenczi László; Ikon, Bp., 1993 (Matúra Klasszikusok)
- Voltaire válogatott versei; vál., előszó, jegyz. Baranyi Ferenc, ford. Babits Mihály et al.; Mikszáth, Horpács, 1994 (Metál könyvek)
- Henriás, 1792; ford. Péczeli József, sajtó alá rend. Vörös Imre; Balassi, Bp., 1996 (Régi magyar költők tára, XVIII. század)